# Ngahuia Te Awekotuku
Ngahuia Te Awekotuku (nacida en 1949) es una activista lesbiana y académica neozelandesa especializada en cuestiones culturales maoríes.  En 1972, se le negó una visa para visitar los Estados Unidos debido a su orientación sexual, lo que fue uno de los catalizadores para el inicio del activismo en favor de los derechos de las poblaciones LGBT en Nueva Zelanda.

## Biografía
Te Awekotuku desciende de las nacionalidades maoríes Te Arawa, Tūhoe y Waikato.
Durante sus estudios superiores fue miembro del grupo activista Ngā Tamatoa en la Universidad de Auckland. Su tesis de Maestría en Artes fue sobre Janet Frame y su doctorado sobre los efectos del turismo en el pueblo Te Arawa.
Te Awekotuku ha trabajado en los sectores patrimonial, cultural y académico como curadora, conferencista, investigadora y activista. Sus áreas de interés de investigación incluyen cuestiones de género, museos, modificación corporal, poder e impotencia, espiritualidad y ritualidad. Ha sido curadora de etnología en el Museo Waikato; profesora de historia del arte en la Universidad de Auckland, y profesora de estudios maoríes en la Universidad Victoria en Wellington. Fue además profesora de Investigación y Desarrollo en la Universidad de Waikato.</ref> Contribuyó junto a Marilyn Waring con la pieza "Extranjeros en nuestra propia tierra" a la antología de 1984 Sisterhood Is Global: The International Women's Movement Anthology, editada por Robin Morgan.

### Denegación del permiso de visitante
En 1972, a Te Awekotuku se le negó el permiso de visita a Estados Unidos por ser homosexual. El revuelo causado en torno al incidente fue uno de los catalizadores para la formación de grupos de liberación LGBT en Nueva Zelanda. La denegación por parte del gobierno estadounidense parece haberse producido en base a una entrevista televisiva que Te Awekotuku concedió en 1971, en la que se describía a sí misma como una "mujer sáfica".

### Investigación sobre lostā moko
Te Awekotuku ha investigado y escrito extensamente sobre las prácticas tradicionales y contemporáneas de tā moko (tatuaje) en Nueva Zelanda. Su libro de 2007 (reeditado en 2011), Mau Moko: el mundo del tatuaje maorí, en coautoría con Linda Waimarie Nikora, fue el producto de un proyecto de investigación de cinco años realizado por la Unidad de Investigación Maorí y Psicología de la Universidad de Waikato, financiado por una subvención del Fondo Marsden. 
Te Awekotuku se hizo un moko kauae (moko facial) para conmemorar la muerte de Te Arikinui Dame te Atairangikaahu en 2006.

### Investigación sobre la forma de muerte maorí
En 2009, Te Awekotuku y Linda Waimarie Nikora recibieron una subvención de 950 000 dólares del Fondo Marsden como investigadoras principales en la Unidad de Investigación Maorí y Psicología de la Universidad de Waikato para el proyecto de investigación 'Apakura: la forma maorí de muerte'. Ambas recibieron otros 250 000 dólares del Instituto Nacional de Excelencia en Investigación Nga Pae o te Maramatanga para explorar las prácticas pasadas y presentes en torno al tangihanga.

## Reconocimientos
En la celebración de Honores de Año Nuevo de 2010, Te Awekotuku fue nombrada Miembro de la Orden del Mérito de Nueva Zelanda por sus servicios a la cultura maorí. En 2017, ganó una medalla del Museo de Auckland. También en 2017, Te Awekotuku fue seleccionada como una de las "150 mujeres en 150 palabras " de la Royal Society Te Apārangi, celebrando las contribuciones de las mujeres al conocimiento en Nueva Zelanda.